# Orthogrammica
Orthogrammica là một chi bướm đêm thuộc họ Erebidae.